# 巴里足球體育會
巴里足球體育會（義大利語：Società Sportiva Calcio Bari），是意大利普利亚大区巴里市的一家足球俱乐部，成立于1908年。该俱乐部多数赛季在意大利甲级或乙级联赛参赛。
1927年，巴里俱乐部与一家名为“自由巴里”（Liberty Bari）的俱乐部合并；一年后，俱乐部又与“US伊德亚勒”（US Ideale）合并。因此，有时候俱乐部的成立年代会被标为1928年。
按在历届意大利足球甲级联赛中取得的成绩，巴里是普利亚大区乃至意大利南部最成功的俱乐部。在意甲总排名中，巴里排在第17位。1990年，巴里获得了米杜柏杯冠军。
1995/96年赛季，巴里前锋伊戈尔·普罗蒂（Igor Protti）以25个进球成为意甲最佳射手。此外，本地出生的卡斯辛奴也在巴里俱乐部成名。

## 历史
「巴里足球會」（Foot-Ball Club Bari）於1908年1月15日在巴里市成立，一如大部分其他早期的義大利球會，是由外國人一手建立，創建人包括德國人弗洛里安诺·卢德维格（Floriano Ludwig）、瑞士人古斯塔沃·库恩（Gustavo Kuhn）及巴里本地的商人吉奥瓦尼·泰柏連尼（Giovanni Tiberini）。初期的球員來自不同國家，主要對賽到訪的英國水手。
雖然球隊一早已經成立，但意大利南部的球隊在早期的義大利足球錦標賽（Italian Football Championship）無足輕重，直到第一次世界大戰前，這區內只有坎帕尼亚在聯賽中佔有一席位，因此巴里亦沒有參加早期的球季。在大戰期間「巴里足球會」解散，戰後才以原名重組。直到1924/25年球季巴里才首次參加義大利足球錦標賽，但隨即在該季結束時降級。
1927年「巴里足球會」與同市的「自由足球會」（Foot-Ball Club Liberty）合併，重組後的球隊繼續沿用「巴里足球會」為名，當時整個義大利球壇均在改革，同類整合在那不勒斯、佛羅倫斯及羅馬亦有發生。1928年巴里再與同市另一隊名為「US伊德亞勒」（US Ideale）的球隊合併，更名為「US巴里」（Unione Sportiva Bari），亦由原本穿著的紅白球衣加上伊德亞勒的間條成為紅白間條。
1928/29年球季後義大利足球錦標賽改組，巴里被置於乙組聯賽。其時巴里球員拉斐尔·科斯坦蒂诺（Raffaele Costantino）獲首次徵召加入意大利國家隊，巴里成為首支提供一名國家隊成員兼入球者的意乙球隊。
1930及1940年代是巴里黃金時期，大部分時間處於意甲，於1947年取得歷來最佳的第7位。到了1950年代巴里成績先而急降，但於其後反彈，於1958年至1961年的三季重返意甲，當時的球星有巴治奧·簡泰蘭奴（Biagio Catalano）及魯爾·干地（Raul Conti）。巴里於1963/64年及1969/70年球季亦曾短暫升上意甲，但實力明顯未足留班，後一次升班期間更只取得11個入球的羞恥紀錄。1974年巴里降班到意丙，當年38戰亦只射入12球，比包尾的21球還要少。

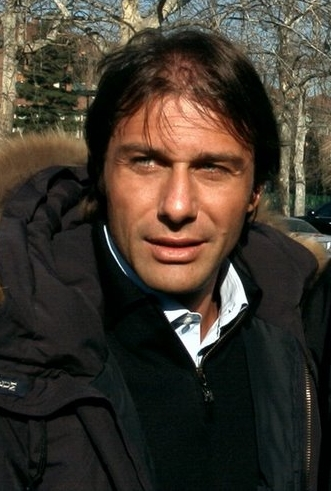
2009年升班功臣安東尼奧·干地

直到1970年代末期巴里逐漸重上軌道，於1982年僅差兩分錯失升班機會；但翌季卻在意乙包尾再次降班到意丙；一年後奪得意丙B組冠軍重返意乙；隨即獲得意乙季軍於1985年升班重上意甲。巴里從英格蘭的收購哥頓·高雲斯（Gordon Cowans）及保罗·莱德奥特（Paul Rideout）兩員大將，但亦不能阻止在球季結束後立即降回意乙的命運。
1989年巴里再次升班意甲，陣中後防有乔瓦尼·洛塞托（Giovanni Losetto），中場有皮耶特罗·麦耶拉罗（Pietro Maiellaro），而前鋒有巴西外援若奥·保罗（João Paulo），於升級首季取得不俗的第10位，這亦是巴里最後一季在維多利亞球場（Stadio della Vittoria）進行比賽，更於米杜柏杯決賽以1-0擊敗同樣來自義大利的热那亚贏世界盃得首項重要國際盃賽冠軍。翌年巴里搬遷到為1990年世界盃新建的聖尼古拉球場作為主場。同年巴里再次由引入在世界盃大放異采的大衛·柏列，遺憾地巴里在球季結束時排名尾四，再一次降班到意乙。
1994年巴里以意乙亞軍身份重返意甲，陣中擁有穩定的射手伊戈尔·普罗蒂（Igor Protti），亦僅能在意甲維持兩季，雖然普罗蒂於1996年以24球成為意甲神射手，但球隊再一次以尾四排名降級意乙。翌季巴里獲得意乙第四位取得升班資格，陣中包括有尼古拉·文托拉（Nicola Ventola）及迭戈德·阿森蒂斯（Diego De Ascentis）等新人輩出。在尤格尼奥·法切蒂（Eugenio Fascetti）鐵腕領導下在意甲維持了四年。
2001年巴里以墊底成績降級意乙，自此一直在意乙中下游打滾。2007年祖雲達斯名宿安東尼奧·孔蒂（Antonio Conte）接任巴里主教練，帶領球隊奪得2008/09年球季意乙聯賽冠軍，升班返回意甲。但安東尼奧·干地卻與巴里高層意見分岐而離隊，球隊隨即聘請老帥雲度拉（Giampiero Ventura）任教。

### 2010年代
2009年8月19日巴里與美國德克萨斯州JMJ控股公司主席兼首席执行官蒂莫西·巴顿（Timothy L. Barton）達成初步出售協議，以2500万欧元价格交易，預計於10月31日前完成。8月23日意甲揭幕戰巴里作客衛冕冠軍國際米蘭，雖然被伊度奧射入十二碼先落後0-1，但憑白俄前鋒维塔利·库图佐夫（Vitali Kutuzov）在74分鐘的入球扳平1-1完場。
巴里在2010-11年意甲聯賽以24分排名最尾降級到意乙，2011年3月4日，巴里在意甲聯賽進行第1000場比賽。巴里因2011年意大利足球醜聞而在之後兩個賽季意乙被扣分，接著球會財務狀況持續下滑，馬塔雷塞家族減少投入資金，球會的債務在2014年2月達到3000萬歐元。2014年3月10日球會宣布破產，經過兩次破產拍賣仍未能找到中標者，直到5月20日找到合適的買家，球隊重組改名為F.C. Bari 1908 S.p.A.。

### 聯賽紀錄
| 級別 | 屆數 | 首次參賽    | 最近參賽    |
| ---- | ---- | ----------- | ----------- |
| 意甲 | 31   | 1928/1929年 | 2009/2010年 |
| 意乙 | 41   | 1926/1927年 | 2008/2009年 |
| 意丙 | 8    | 1951/1952年 | 1983/1984年 |
| 意丁 | 2    | 1952/1953年 | 1953/1954年 |

## 主場球場
聖尼古拉球場（Stadio San Nicola）是位於義大利巴里的全坐席多用途運動場，為舉辦1990年世界盃而建，由龐比度中心設計團隊之一的意籍建築帥伦佐·皮亚诺設計，有如一朵平舖在普利亚平原（Puglia Plains）上盛放的鮮花，由26組「花瓣」構成看台的頂蓋，可容58,248名觀眾，現時主要用作足球比賽，是巴里体育俱乐部的主場球場。
1990年世界盃在聖尼古拉球場合共上演5場比賽，包括3場"B"組分組初賽，蘇聯0-2負於羅馬尼亞、喀麥隆2-1擊敗羅馬尼亞及喀麥隆0-4負於蘇聯，十六強淘汰賽捷克斯洛伐克4-1淘汰哥斯達黎加和季軍戰主隊意大利2-1擊敗英格蘭。
聖尼古拉球場是歐洲足協的四星級球場，曾舉辦1991年歐洲冠軍盃決賽，南斯拉夫的贝尔格莱德红星在互射十二碼以5-3擊敗法國的馬賽。
2009年4月1日聖尼古拉球場作為意大利主場在2010年世界盃外圍賽迎戰愛爾蘭，被客軍完場前射入，最終1-1平手完場，主隊離場時被喝倒采。

## 荣誉
- 意大利足球乙级联赛
  - 冠军：1934/35赛季、1941/42赛季、2008/09賽季；
  - 亚军：1930/31赛季、1933/34赛季、1957/58赛季、1962/63赛季、1988/89赛季、1993/94赛季；
  - 升级：1968/69赛季、1984/85赛季、1996/97赛季；
- 米杜柏杯
  - 冠军：1990年；

## 著名球员
| - 埃尔顿（Aílton） - 洛伦佐·阿莫鲁索（Lorenzo Amoruso） - 肯内特·安德松（Kennet Andersson） - 兹沃尼米尔·博班（Zvonimir Boban） - 安杰罗·卡博尼（Angelo Carbone） - 桑德罗·卡利尼（Sandro Carlini） - 马西莫·卡雷拉（Massimo Carrera） - 安东尼奥·卡萨诺（Antonio Cassano） - 阿尔贝托·卡瓦辛（Alberto Cavasin） - 拉斐尔·科斯坦蒂诺（Raffaele Costantino） - 戈登·科旺斯（Gordon Cowans） - 安东尼奥·迪·詹纳罗（Antonio Di Gennaro） - 马可·迪·瓦约（Marco Di Vaio） - 托马斯·多尔（Thomas Doll） - 保罗·埃里奥特（Paul Elliott） | - 弗兰克·法里纳（Frank Farina） - 安尼巴莱·弗罗西（Annibale Frossi） - 格尔森（Gerson） - 克拉斯·英厄松（Klas Ingesson） - 罗伯特·雅尔尼（Robert Jarni） - 马切洛·莱拉里奥（Marcello Lerario） - 弗朗西斯科·隆戈（Francesco Longo） - 乔瓦尼·洛塞托（Giovanni Losetto） - 皮耶特罗·麦耶拉罗（Pietro Maiellaro） - 若奥·保罗（João Paulo） - 西蒙尼·佩罗塔（Simone Perrotta） - 戴维·普拉特（David Platt） - 伊戈尔·普罗蒂（Igor Protti） - 弗洛林·勒杜乔尤（Florin Raducioiu） - 保罗·莱德奥特（Paul Rideout） | - 海梅·巴尔德斯（Jaime Valdes） - 尼古拉·文托拉（Nicola Ventola） - 阿贝尔·沙维尔（Abel Xavier） - 詹卢卡·赞布罗塔（Gianluca Zambrotta） - 伊克塞尔·奥斯马诺夫斯基（Yksel Osmanovski） |